# RedOne
Nadir Khayat (arapski:نادر الخياط), 9. travnja 1972.)  poznatiji po scenskom imenu RedOne, je marokansko-švedski pjevač, tekstopisac, producent diskografske kuće i diskografski direktor.
Kao producent diskografske kuće i tekstopisac surađivao je s mnogim istaknutim umjetnicima za snimanje, od kojih su najpoznatiji Lady Gaga, Akon, Michael Jackson, RBD, Now United, U2, Nicki Minaj, Jennifer Lopez, Nicole Scherzinger, Gru, Cross Gene, Pitbull, Enrique Iglesias, Shakira, Wyclef Jean, Mariah Carey, Paulina Rubio, Mylène Farmer, Mohombi, Inna, Alexandra Burke, Austin Mahone, One Direction, Marc Anthony, The Band Perry, Prince Royce, Rod Stewart, Usher i mnogi drugi. Njegova produkcijska diskografija obiluje mnogim Billboardovim i međunarodnim hitovima kojima je bi producent i ko-autor.RedOne je osnovao vlastitu diskografsku kuću pod nazivom RedOne Records.